# DREAM (格闘技イベント)
DREAM（ドリーム）は、日本の総合格闘技イベント。主催は当初はFEGだったが、FEGの倒産に伴い、2011年はリアルエンターテインメント、2013年よりGLORYを主催するグローリー・スポーツ・インターナショナルに移管されたが1度も開催されていない。

## 概要
2007年まで総合格闘技イベントHERO'Sを運営してきたFEGが、総合格闘技イベントPRIDEを運営してきたドリームステージエンターテインメントの元スタッフらと立ち上げた新たなイベントである。K-1のFEGと旧PRIDEは2003年以来敵対関係にあったが、2007年のPRIDE活動停止を受けて、2007年大晦日に総合格闘技イベント「やれんのか! 大晦日! 2007」を共催し、この関係を発展させてDREAMの誕生に繋げた。
DREAMのイベントプロデューサーには元ドリームステージエンターテインメントの元広報で、やれんのか! 大晦日! 2007の実行委員でもあった笹原圭一が就任。これまでHERO'Sを運営してきたFEGの谷川貞治社長は主催者としてテレビとスポンサーの折衝にあたるものの、イベントの運営には直接関与せず、立ち技格闘技イベントのK-1に専念する意向を表明しているが、実際にはマッチメイクや運営の最終判断の際は直接関与していると海外のメディアにコメントしている。旧HERO'Sスーパーバイザーの前田日明および旧PRIDE統括本部長の高田延彦はDREAMの運営には加わらない。
発足時に旧HERO'Sの日本人選手はDREAMへ全面参加しているものの、旧PRIDEの日本人選手は同時期に発足してPRIDEの継承を謳った戦極（後のSRC）とDREAM、そしてPRIDEを実質的に吸収したUFCに分かれる格好となった。選手層は中軽量級が中心。テレビ放送は、スカイパーフェクTV!のPPVとTBSでの地上波放送がされているが、地上波は深夜放送が主である。
総合格闘技大会DEEPの佐伯繁代表がDREAM広報を務め、DEEPを登龍門的な位置づけの大会として、DREAMと連動させている。アメリカの総合格闘技大会Strikeforceとも2009年より提携関係を結んだ。大晦日に開催されているDynamite!!とも連動し、DREAMの常連選手が出場して、DREAMルールの試合が行なわれている。
2008年と2009年はトーナメントを主軸として年間6大会を開催。6階級が創設され、2008年はミドル級とライト級の初代王座を決定。2009年はフェザー級で16人制トーナメントをウェルター級では8人制トーナメントを開催し、チャンピオンを決定した。「スーパーハルクトーナメント 〜世界超人選手権〜」と題した無差別級トーナメントも開催した。2010年はワンマッチ中心の年間4大会となり、ライトヘビー級の王座決定トーナメントが開催された。
2009年までパチンコ・パチスロを手掛ける石原ホールディングスが特別協賛を務め、回毎に平和、オリンピアが交互に冠スポンサーとなっていた。オリンピアは旧HERO'Sの冠スポンサーでもあった。2010年ならびに2011年も冠スポンサーはない。
2011年に入りFEGの経営難が表面化したことから、以後の興行はFEGの手を離れ、笹原が代表を務めるリアルエンターテイメントが他団体（IGF、ONE FC等）の協力を得つつ開催したが、2012年5月にFEGが破産したことでリアルエンターテイメントも連鎖的に清算せざるを得なくなった。このため興行の継承先を探した結果、グローリー・スポーツ・インターナショナル（GSI）がホワイトナイトとなりDREAMの運営を引き継ぐことになった（詳細は後述）が2012年12月31日のDREAM.18 & GLORY 4を最後に2013年は活動を停止している。
活動停止から10年以上経過した2024年現在でも公式ホームページは現存しており、設置しているBBSには今でも書き込みがある。

## 歴史
2007年12月31日、PRIDEのけじめの大会として開催された「やれんのか! 大晦日! 2007」のイベント終了時に割られたくす玉から「桜咲くころ、夢の続きを……」という垂れ幕のメッセージが現れ、新たなイベントの開催が示唆された。
2008年2月13日に東京のホテルメトロポリタンで、正式にDREAMの発足の記者発表がなされ、大会名と概要が発表される。
2008年3月15日、さいたまスーパーアリーナにおいて、旗揚げ戦DREAM.1が開催され、UFCを離脱したミルコ・クロコップが参戦した。4月5日にはイベント会社「リアルエンターテインメント」が設立され、笹原が社長に就任。DREAM.2以降の制作に当たっている。
2008年は、DREAM.1からDREAM.6の年間6大会を開催。DREAM.2からは桜庭和志が参戦。6階級が創設され、奇数大会ではライト級グランプリが、偶数大会ではミドル級グランプリが行なわれ、トーナメントの優勝者をライト級とミドル級の初代王座に決定した。初代ライト級王者はヨアキム・ハンセン、初代ミドル級王者はゲガール・ムサシ。プライムタイムでの地上波放送は2大会で行なわれた。大晦日のDynamite!! 〜勇気のチカラ2008〜には、DREAMの選手も参戦。DREAMのルールの試合を行った他、DREAM選手の川尻達也とゲガール・ムサシがK-1ルールの試合に挑戦し、勝利を収めた。2008年5月にHERO'Sと提携していたPro Elite社のElite Xtreme Combat（エリートXC）と引き続き提携関係を結び、DREAM.3にエリートXCからジェイソン・ミラーとニック・ディアスが参戦。しかしエリートXCは同年11月で活動停止した。
2009年は、DREAM.7からDREAM.11の6大会を開催。奇数大会のフェザー級で16人制トーナメントを、偶数大会のウェルター級では8人制トーナメントを開催。優勝者のマリウス・ザロムスキーが初代ウェルター級王者、ビビアーノ・フェルナンデスが初代フェザー級王者に認定された。2009年8月にはアメリカのStrikeforceと提携を結び、交互に選手の派遣がなされることになった。10月のDREAM.12で六角形のヘキサゴンケージが使用され、今後、年に1度のケージ大会がDREAMで行なわれる。DREAMはこれまで視聴率がふるわず、一般層への訴求力のある企画として、元大リーガーのホセ・カンセコやボブ・サップら8名参加の無差別級トーナメント「スーパーハルクトーナメント 〜世界超人選手権〜」が企画されて、プライムタイムの地上波放送のあるDREAM.9とDREAM.11で実施された。同トーナメントは大晦日のDynamite!! 〜勇気のチカラ2009〜で決勝戦が行なわれ、ミノワマンが優勝した。Dynamite!! 〜勇気のチカラ2009〜では、SRCとの対抗戦も行なわれ、DREAM勢は5勝4敗で勝ち越した。2009年の地上波中継のプライムタイムでの放送は2大会だったが、うち1回はプロボクシング世界戦中継と抱き合わせとなり、90分枠に縮小された。HERO'Sで中心選手だった秋山成勲、宇野薫がDREAMを離脱、UFCに参戦。
2010年は、初の海外大会となる韓国大会を含めて、年間6大会を予定していた。しかし4月下旬に予定され、スカパー!でも4月24日の放送が告知されていた韓国大会は、秋に延期となり後に正式に中止となった。理由は韓国のスポンサーの降板と説明されている。これに伴い、年間大会はこれまでの6大会から4大会に減少し、TBSの中継番組のプライムタイム放送も1大会にとどまった。7月には主催会社のFEGが資金調達のために中国のPUJI CAPITALとの業務提携を発表。
2010年は、これまで戦極を主戦場にしていた吉田道場勢の中村和裕と小見川道大がDREAM.15からDREAMに参戦。SRCと契約していた柔道金メダリストの石井慧とUFCに出場していた長南亮もDREAMに参戦し、宇野薫もDREAM復帰を表明した。一方、DREAMからはライト級王者の青木真也が提携関係にあるStrikeforceに4月に参戦するも、ギルバート・メレンデスに完敗を喫する。DREAM.16にてライトヘビー級の王座決定戦が開催され、ミドル級王者のゲガール・ムサシが初代ライトヘビー級王者となり二冠を獲得した。
2011年から61 kg級のバンタム級を新設し、フェザー級を63 kgから65 kgに引き上げ、7階級となった。
2011年5月29日、8人参加によるバンタム級日本トーナメントが開幕し、決勝戦は7月16日に行なわれ、所英男が優勝した。
2011年9月24日、8人参加によるバンタム級世界トーナメントが開幕し、このトーナメントの優勝者ビビアーノ・フェルナンデスがDREAMバンタム級初代王者となった。
2011年12月31日、FEG活動停止に伴い、イノキ・ゲノム・フェデレーション（IGF）と合同で「元気ですか!! 大晦日!! 2011」を開催。
2012年、シンガポールの総合格闘技団体ONE FCが中心となり設立したOne Asia Partnership Networkへの参加、併せて3月にONE FCとDREAMの合同興行が行われることも発表された。
2012年は7月に第1回興行を計画していたが、FEGが破産したため、経営基盤及び興行基盤の見直しを図るべく、大晦日に集中開催する方針に転換したことが報道された。それまで選手は国内外の他団体に参戦する。結局同年は大晦日にGSIとの共催でDREAM.18を開催することになった。発表と同時にDREAMブランドをGSIに譲渡し、GSIが運営を担うことになった。リアルエンターテインメントは会社清算に入る。笹原はイベントプロデューサーこそ辞任するものの、広報ならびにマッチメイクを担当し引き続きDREAMに関わる。
2013年は新体制下で5大会を予定していたが、結局一度も開催されなかった。DREAM.18がGLORY 4との合同開催として行われたが、リスク面などでDREAM側とGLORY側で揉めたのが原因とされる。
2014年12月31日にDEEPが初の大晦日興行をさいたまスーパーアリーナにて「DEEP DREAM IMPACT 2014 〜大晦日SPECIAL〜」開催することを発表したが、興行名の「DREAM」に元DREAMスタッフに対するメッセージが込められており、基本的に関わりはないものの、手伝いを依頼する可能性も示唆している。メインイベントでは元DREAMファイターで「元気ですか!! 大晦日!! 2011」で青木真也が持つDREAMライト級王座に挑戦した北岡悟が勝利して締めた。

## 海外団体との提携

### Strikeforce
2009年8月5日に米国の総合格闘技大会であるStrikeforceとの提携が発表。まず、DREAM側から石田光洋が8月15日のStrikeforceの大会に出場した。
2009年10月25日のDREAM.12では、Strikeforceと同じ六角形のヘキサゴンケージ形のリングを使用した。DREAMでは、金網の代わりに、大型魚類の養殖に用いられる素材、マトリックスを使用し、見映えも考慮して白色のホワイトケージである。ヘキサゴンケージ大会は年1回実施予定とされ、2010年5月29日のDREAM.14でも使われた。
2010年はStrikeforceとの提携が本格化し、DREAMからはライト級チャンピオンである青木真也がStrikeforceからはKJ・ヌーンとウェルター級王者ニック・ディアスがお互いの大会に参戦。DREAMと日本国内契約を結ぶ選手が北米での試合契約をStrikeforceと結んだ。
2010年5月、山本"KID"徳郁もStrikeforceに参戦予定であったが、ビザの関係で間に合わなかったため予定していた試合はDREAM.14にて行なわれた。
2011年3月、StrikeforceがUFCを運営するズッファ社に買収されたため事実上の提携は終了した。

### Bellator
元々DREAMと業務提携を行っていたStrikeforceがズッファに買収され、事実上業務提携が終了した。それに伴い非ズッファのBellatorとの業務提携を開始。2011年9月に行なわれたDREAM.17にBellatorよりロブ・マックローが派遣された。

### ONE FC
2011年11月28日、シンガポールで同年9月に旗揚げされたONE FCとの提携が発表された。
ONE FCを中心に設立した、One Asia Partnership NetworkにDREAMが参加する運びとなった。
提携第一弾を2012年3月31日にシンガポール・インドアスタジアムで行うことが発表され、DREAM選手も参戦している。
2012年6月28日DREAMバンタム級チャンピオンであるビビアーノフェルナンデスとDREAMライト級チャンピオンの青木真也選手が参戦する事が発表された。

### ProElite
2012年1月18日、ProEliteとの業務提携を結んだ事を発表した。以前ProEliteがElite XCとして興行を行っていた時もにも業務提携を結んでおり、その時は、DREAM.3にElite XCからジェイソン・ミラーとニック・ディアスが参戦したが、その後Elite XCは崩壊し業務停止に陥った。
今回は再始動したProEliteと再度業務提携し将来的なProEliteの日本大会、DREAMのアメリカ大会など、イベントの共催も視野に入れている模様。また、両団体に所属する選手はお互いの大会に出場することができるようになるとのことだ。この両団体間の選手派遣は、1月21日にハワイで行われるProEliteの大会からスタートし、ミノワマンと水野竜也が参戦する事も発表された。

## 試合中継
DREAM.1はTBSが地上波でゴールデンタイム（19:00 - 20:54）録画中継。後日、スカイパーフェクTV!・ケーブルテレビのTBSチャンネルで完全版が放送され、その後パーフェクト・チョイス（のちのスカチャン）にて録画PPV放送された（値段は通常の半額の1,500円）。TBSチャンネルのTBS完全版とPPVの差はオープニング、煽り映像や入退場シーンの収録である。2010年からTBS完全版の放送がなくなる。
DREAM.2以降はスカチャンにて3,150円でPPV中継を行っており、さらに地上波でPPVと異なる時間帯に中継を実施している。地上波の中継パターンは2通りある。
プライムタイム中継
地上波プライムタイムにおいて2時間枠を取り、ディレード方式で中継（同じくFEG・TBSのK-1 WORLD MAXと同様）。プライムタイムでの中継は全国ネットである。2009年までは地上波でプライムタイムの放送がある場合、PPV中継は地上波放送の終了後に同日録画中継をしていたが、2010年以降はすべてPPV生中継を行なう。
これまでDREAM.5、6、9、11、16で実施。5、6は単独の2時間枠だったが、9、11、16はプロボクシング世界戦中継と合体し、「格闘技2大祭り」として、事実上の90分枠で放送された。
深夜中継
同日深夜録画（2008年は翌日以降の放送）となる。なお、深夜録画は基本的にTBSのみの関東ローカルのため、系列局ではおよそ1週間遅れでの放送か、番組ネットなしとなる。2009年までPPV生中継は地上波で深夜録画となる大会のみ行っていた。
地上波のプライムタイムの放送がない場合に行なわれる。
2010年を最後にTBSが主催から外れたため地上波放送は打ち切られ、PPVもDREAM JAPAN GP バンタム級トーナメントはスケジュール調整の問題から後日録画中継となった。
FIGHTING TV サムライにおいても、過去の大会を放送している。アメリカでは、HDNetで中継番組が放送されている。
ネット配信はTBSオンデマンド、DMM.comとShowTimeにて有料配信を実施している。

### 煽りV・ナレーション
当初、煽りV（選手紹介映像）はPRIDEと同様にすべて制作・佐藤大輔、ナレーション・立木文彦のコンビで行なわれる予定だったが、立木は会場およびPPV放送のみの担当となり、地上波放映時にはナレーションが奈佐健臣に差し替えられることになった。その理由について佐藤は、フジテレビより「立木文彦をDREAMで使うことは許さん」「立木文彦はフジテレビ格闘技番組の顔、というよりK-1 WORLD GPの顔だから」といった趣旨の通達が佐藤と谷川貞治のところに届けられたため、と述べている。

### キャスター・解説者
解説は、元格闘家の高阪剛と須藤元気。試合の実況は、TBSアナウンサーの初田啓介、小笠原亘、駒田健吾、伊藤隆佑。控え室などからの選手レポートは、TBS女性アナウンサーの高畑百合子、青木裕子が行っている。ここまでは地上波・PPV共通である。
2009年からは、地上波（およびTBSチャンネル）での中継番組のメインキャスターとして俳優の佐藤隆太と佐々木希が起用された。佐藤隆太は一部の試合でリングアナウンサーも担当し、佐々木は2009年4月から1年間放送されたDREAMの情報も扱う深夜の格闘技番組『格闘王子』の司会も務めていた。
2010年から地上波・PPVそれぞれ別の実況席に分かれている。地上波の実況はTBSアナウンサー、PPV実況は清野茂樹、髙橋大輔。2011年からはSRCでメイン実況を務めていた矢野武も加わった。解説はPPVが高阪剛、地上波は須藤元気となっている。

### スタッフ
- 監修 : 渡邊健一、藤井誠
- 構成 : 吉村幹彦、河合秀仁、武田郁之輔、野村安史、高宮進吉、井上修、牧田英士
- TM : 伊藤賢一
- 選曲効果 : ZACK
- 美術 : 古川雅之、小美野淳一、岡嶋正浩
- 総合演出 : 八代田俊平
- プロデューサー : 石井宏昌
- 技術協力 : ProCam、東通、エヌ・エス・ティー、TAMCO、TECNONET、MT Planning、サークル、SiS
- 協力 : FEG
- 製作著作 : TBS

## ファイトマネーの支払い問題
2008年より、DREAMへ出場した複数の外国人選手がインターネットメディア上で、FEGの財政難によるファイトマネーの未払いや遅延を訴えている。
これまでに、ニック・ディアス、ジミー・アンブリッツとトッド・ムーア、ジョセフ・ベナヴィデス、ホナウド・ジャカレイ、ビビアーノ・フェルナンデス、ハレック・グレイシーらの名前が伝えられた。
2008年11月にFEG USA代表のマイク・コーガンは経理のミスだと弁明したが、その後も未払い情報は続き、2009年10月にFEGの谷川貞治は、未払いを訴えていたホナウド・ジャカレイにファイトマネーを払っていると自ら雑誌インタビューで語っている。
DREAMのこうした被害は他の選手に知られることとなり、DREAM選手との対戦の打診があったジョシュ・トムソンはファイトマネー未払いがあることを理由にDREAM参戦に拒否感を示した。ビビアーノは自身に遅延があったことから、DREAM.16のオファーを断ったことを明かしている。
2010年9月の会見でDREAMイベントプロデューサーの笹原圭一は、これまで明らかになった未払いについて質問され、支払いの遅延は認めたものの、既に支払って解決済みであることを強調し、主催するFEGの谷川貞治社長に説明責任があるとした。
この会見の後も2010年10月にJ.Z.カルバンが7月のDREAM.15のファイトマネーを受け取っていないことを訴えている。
2010年12月31日に行なわれたDynamite!!で石井慧とDREAMルールで対戦したジェロム・レ・バンナが、当該試合でのファイトマネーが未払いとなっていることを明らかにした。
桜庭和志も、DREAM後期に支払いを得ていないとした。

## 階級・王座
DREAM.18 & GLORY 4終了時。
| 階級           | 重量区分    | 王者                       |
| -------------- | ----------- | -------------------------- |
| ヘビー級       | 93.1 kg以上 | 空位                       |
| ライトヘビー級 | 93 kg以下   | ゲガール・ムサシ           |
| ミドル級       | 84 kg以下   | 空位                       |
| ウェルター級   | 77 kg以下   | マリウス・ザロムスキー     |
| ライト級       | 70 kg以下   | 空位                       |
| フェザー級     | 65 kg以下   | 高谷裕之                   |
| バンタム級     | 60 kg以下   | ビビアーノ・フェルナンデス |

## ルール
やれんのか! 大晦日! 2007に準ずるルールが採用されていたが、2010年12月31日開催のDynamite!!よりチャンピオンシップに限りラウンドは1R10分・2R5分・3R5分の変則3R制と変更、ラウンド間のインターバルは90秒である。
判定についてはドロー裁定はなく、2R終了時点で各ジャッジがどちらかの選手に必ず優劣をつけるマストシステムにより勝敗を決定する。
従来の「4点ポジション」の概念とは異なり、足の裏以外の部分が一点でもマットについた状態を「グラウンドポジション」と定義し、グラウンドポジションにある選手の頭部・顔面への膝から下の足部による攻撃（頭部・顔面への踏みつけ、サッカーボールキック）は一切禁止される。したがって、いわゆる「4点ポジションでの頭部・顔面への膝蹴り」は反則にはならない。また、階級を問わず、対戦する両選手の体重差が15 kg以上ある場合は、グラウンドポジションにある選手の頭部・顔面への膝蹴りも禁止となる。
ヘキサゴンケージを使用する試合は、5分3ラウンドとなる。
2011年9月のDREAM.17より、ルールが一部変更。1R5分×3Rに変更された。チャンピオンシップに限りラウンドは1R5分×5R制と変更、ラウンド間のインターバルは90秒である。

## 大会一覧
| 大会名                                                      | 開催年月日     | 会場                     | 開催地           | 入場者数 |
| ----------------------------------------------------------- | -------------- | ------------------------ | ---------------- | -------- |
| DREAM.18 & GLORY 4 〜大晦日 SPECIAL 2012〜                  | 2012年12月31日 | さいたまスーパーアリーナ | 埼玉県さいたま市 |          |
| 元気ですか!! 大晦日!! 2011                                  | 2011年12月31日 | さいたまスーパーアリーナ | 埼玉県さいたま市 | 24,602   |
| DREAM.17                                                    | 2011年9月24日  | さいたまスーパーアリーナ | 埼玉県さいたま市 |          |
| DREAM JAPAN GP FINAL -2011バンタム級日本トーナメント決勝戦- | 2011年7月16日  | 有明コロシアム           | 東京都江東区     |          |
| DREAM JAPAN GP -2011バンタム級日本トーナメント-             | 2011年5月29日  | さいたまスーパーアリーナ | 埼玉県さいたま市 |          |
| Dynamite!! 〜勇気のチカラ2010〜                             | 2010年12月31日 | さいたまスーパーアリーナ | 埼玉県さいたま市 | 26,729   |
| DREAM.16                                                    | 2010年9月25日  | 日本ガイシホール         | 愛知県名古屋市   | 9,304    |
| DREAM.15                                                    | 2010年7月10日  | さいたまスーパーアリーナ | 埼玉県さいたま市 | 13,028   |
| DREAM.14                                                    | 2010年5月29日  | さいたまスーパーアリーナ | 埼玉県さいたま市 | 12,712   |
| DREAM.13                                                    | 2010年3月22日  | 横浜アリーナ             | 神奈川県横浜市   | 13,712   |
| Dynamite!! 〜勇気のチカラ2009〜                             | 2009年12月31日 | さいたまスーパーアリーナ | 埼玉県さいたま市 | 45,506   |
| DREAM.12                                                    | 2009年10月25日 | 大阪城ホール             | 大阪府大阪市     | 10,112   |
| DREAM.11 フェザー級グランプリ2009 決勝戦                    | 2009年10月6日  | 横浜アリーナ             | 神奈川県横浜市   | 14,039   |
| DREAM.10 ウェルター級グランプリ2009 決勝戦                  | 2009年7月20日  | さいたまスーパーアリーナ | 埼玉県さいたま市 | 11,970   |
| DREAM.9 フェザー級グランプリ2009 2nd ROUND                  | 2009年5月26日  | 横浜アリーナ             | 神奈川県横浜市   | 15,009   |
| DREAM.8 ウェルター級グランプリ2009 開幕戦                   | 2009年4月5日   | 日本ガイシホール         | 愛知県名古屋市   | 9,129    |
| DREAM.7 フェザー級グランプリ2009 開幕戦                     | 2009年3月8日   | さいたまスーパーアリーナ | 埼玉県さいたま市 | 19,528   |
| Dynamite!! 〜勇気のチカラ2008〜                             | 2008年12月31日 | さいたまスーパーアリーナ | 埼玉県さいたま市 | 25,634   |
| DREAM.6 ミドル級グランプリ2008 決勝戦                       | 2008年9月23日  | さいたまスーパーアリーナ | 埼玉県さいたま市 | 20,929   |
| DREAM.5 ライト級グランプリ2008 決勝戦                       | 2008年7月21日  | 大阪城ホール             | 大阪府大阪市     | 11,986   |
| DREAM.4 ミドル級グランプリ2008 2nd ROUND                    | 2008年6月15日  | 横浜アリーナ             | 神奈川県横浜市   | 14,037   |
| DREAM.3 ライト級グランプリ2008 2nd ROUND                    | 2008年5月11日  | さいたまスーパーアリーナ | 埼玉県さいたま市 | 21,789   |
| DREAM.2 ミドル級グランプリ2008 開幕戦                       | 2008年4月29日  | さいたまスーパーアリーナ | 埼玉県さいたま市 | 21,397   |
| DREAM.1 ライト級グランプリ2008 開幕戦                       | 2008年3月15日  | さいたまスーパーアリーナ | 埼玉県さいたま市 | 19,120   |

ナンバーシリーズの大会名について、ナンバーの前にドット (.) が入るのはPRIDEと同様である（例 DREAM.5）。欧米での表記ではドットがないこともある（例 Dream 5）。

## スタッフ

### イベントプロデューサー
- 笹原圭一

### 広報
- 佐伯繁

### リングアナウンサー
- ケイ・グラント
- 太田真一郎

### 選手コール
- レニー・ハート

### 選手紹介映像制作
- 佐藤大輔

### ナレーター
- 立木文彦

### ジャッジ・レフェリー
- 島田裕二
- 野口大輔
- 大城盛敬
- 木村サミオ
- 芹沢健市